# 山陽小野田警察署
山陽小野田警察署（さんようおのだけいさつしょ）は、山口県警察が管轄する警察署の一つである。

## 所在地
- 山口県山陽小野田市日の出1丁目6番10号

## 管轄区域
- 山口県宇部市（山陽小野田市立山口東京理科大学構内に限る）
- 山口県山陽小野田市

## 沿革
- 1894年3月27日 厚狭郡須恵村に船木警察署小野田分署を設置。
- 1926年7月1日 小野田警察署に昇格。
- 1948年3月7日 小野田市警察署に改称。
- 1954年7月1日 小野田警察署に改称。
- 1959年12月1日 船木警察署を小野田警察署に統合。
- 2005年4月1日 宇部市（楠地区）を宇部警察署へ移管。
- 2009年4月1日 山陽小野田警察署に改称。同時に厚狭警察署を統合し、厚狭幹部交番を設置。厚狭駅前交番を厚狭幹部交番厚狭駅前連絡所に降格。

## 幹部交番
- 厚狭幹部交番（山陽小野田市大字厚狭946-1）

## 交番
（）の中は所在地。

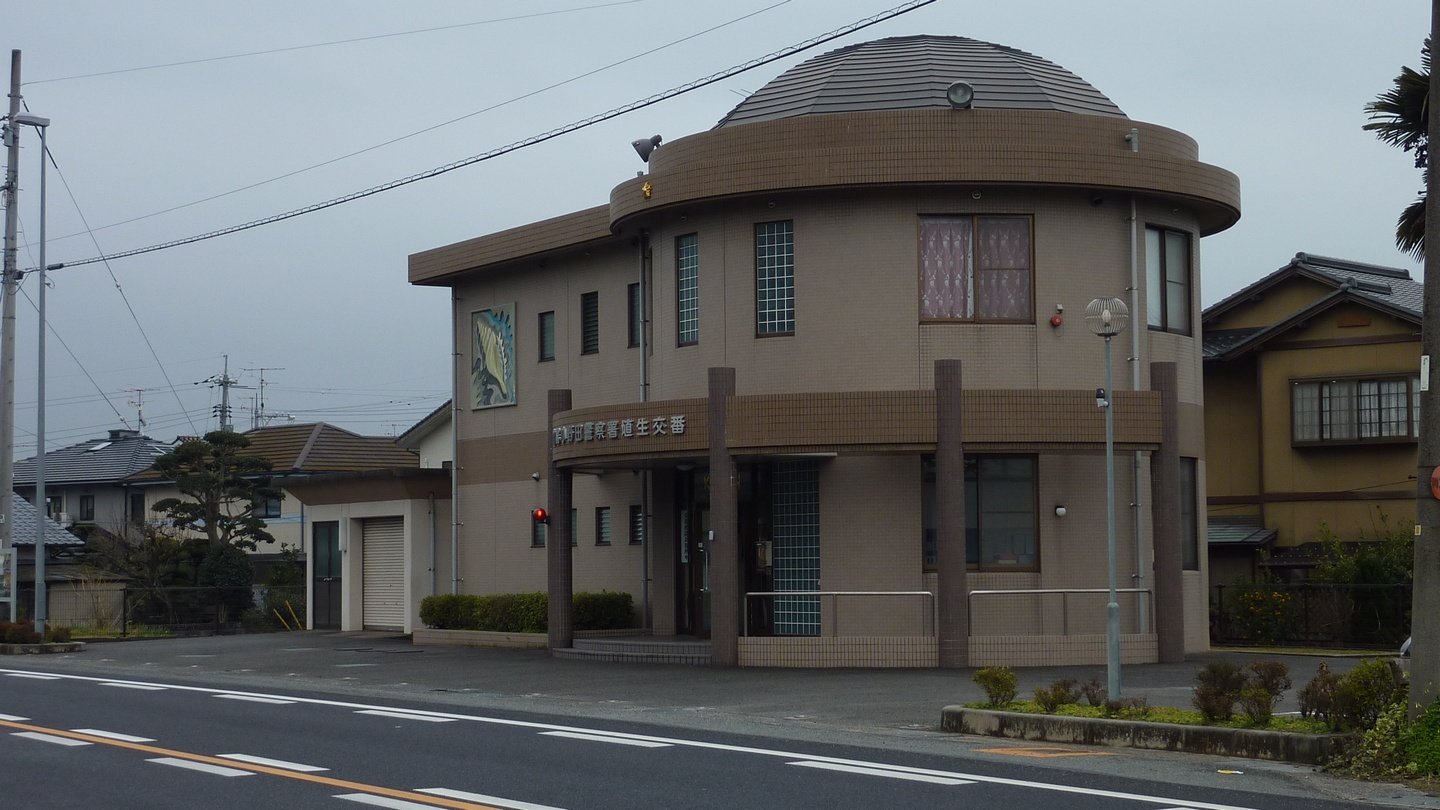
埴生交番

- 小野田駅前交番（山陽小野田市日の出3丁目1-1）
- セメント町交番（山陽小野田市中央1丁目4-10）
- 埴生交番（山陽小野田市大字埴生1802-7）

## 駐在所
（）の中は所在地。
- 西の浜駐在所（山陽小野田市赤崎2丁目8-12）
- 本山駐在所（山陽小野田市大字小野田724-11）
- 出合駐在所（山陽小野田市大字山野井2913-9）
- 渡場駐在所（山陽小野田市大字郡3211-4）

## 警察官連絡所
（）の中は所在地。
- 厚狭駅前連絡所（山陽小野田市大字厚狭3-17）
- 梶連絡所（山陽小野田市郡）
- 津布田連絡所（山陽小野田市津布田）